# James H. Lancaster Company
James H. Lancaster Company war ein US-amerikanischer Hersteller von Automobilen.

## Unternehmensgeschichte
James H. Lancaster gründete 1900 das Unternehmen in New York City. Er begann mit der Produktion von Automobilen. Der Markenname lautete Lancamobile. 1901 endete die Produktion.

## Fahrzeuge
Im Angebot stand ein gewöhnlicher Kleinwagen. Ein Zweizylindermotor mit 7 PS Leistung war unter dem Sitz montiert. Er trieb über eine Kette die Hinterachse an. Der offene Aufbau als Vis-à-vis bot zwei Sitzbänke gegenüber. Gelenkt wurde mit einem Lenkhebel.
Ungewöhnlich war der Anlasser.